# セムズ (ミサイル駆逐艦)
|          | |
| 艦歴     | |
| 発注     | |
| 起工     | 1960年8月15日 |
| 進水     | 1961年5月20日 |
| 就役     | 1962年12月10日 |
| 退役     | 1991年4月14日 |
| その後   | ギリシャへ売却 |
| 除籍     | 1991年4月14日 |
| 性能諸元 | |
| 排水量   | 満載：4,500トン |
| 全長     | 437 ft (133.2 m) |
| 全幅     | 47 ft (14.3 m) |
| 吃水     | 22 ft (6.7 m) |
| 機関     | バブコック・アンド・ウィルコックスボイラー4缶 1,200psi 蒸気タービン2基、2軸推進                                          |
| 最大速力 | 30ノット以上 |
| 乗員     | 士官、兵員354名 |
| 兵装     | Mk 13ターターミサイル発射機 1基 Mk 42 5インチ（127mm）砲 2基 Mk 112アスロック 8連装発射機 1基 Mk32 3連装短魚雷発射管 2基 |
| モットー | DARE TO EXCEL |

セムズ (USS Semmes, DDG-18) は、アメリカ海軍のミサイル駆逐艦。チャールズ・F・アダムズ級ミサイル駆逐艦の17番艦。艦名はラファエル・セムズ海軍少将に因む。その名を持つ艦としては2隻目。

## 艦歴
セムズは1960年8月15日にルイジアナ州エイボンデールのエイボンデール造船所で起工し、1961年5月20日にフェリックス・エドワード・ハーバート夫人によって進水、1962年12月10日に就役した。
整調後セムズは1963年7月にサウスカロライナ州チャールストンで第6駆逐戦隊第62駆逐分艦隊に配属される。1964年の夏には大西洋およびカリブ海で様々な艦隊演習に参加した。その夏の終わりに、セムズは6週間に及ぶNATO演習「マスターストローク/チームワーク」に参加、北大西洋およびノルウェー海で活動した。9月22日に北極圏を越える。2ヶ月後の11月28日に最初の地中海巡航を行い、4ヶ月にわたって第6艦隊と活動した。チャールストンに帰還し、1965年の春には第2艦隊の演習に参加する。その後、ドミニカ共和国の沖合で支援任務に従事した。
1966年2月から7月までセムズは2度目の地中海巡航を行い、帰国すると8月1日に母港をチャールストンからバージニア州ノーフォークに変更、最初の広範囲オーバーホールをノーフォーク海軍造船所で行う。1967年4月、セムズは任務に復帰し、カリブ海での回復訓練を行う。7月にチャールストンで第6駆逐戦隊に復帰し、8月には3度目の第6艦隊配備に就く。1968年1月までNATOの演習に参加し、1月31日にチャールストンに帰還、その後カリブ海および東海岸での任務を再開した。
6月10日、セムズは再び東へ向けて出航した。6月から7月にかけてドイツとデンマークを訪問し、続いて南に向かい、再び第6艦隊との任務に就いた。11月15日、スペインのロタでジョン・キング (USS John King, DDG-3) と任務を交代し、11日後にチャールストンに帰還、その年の残りを母港で過ごした。
1969年1月、チャールストンを出港しプエルトリコの訓練海域で演習「スプリングボード」に参加した。4月には再びカリブ海での第2艦隊演習に参加した。
夏を通してセムズはカリブ海および大西洋南東部での演習に従事した。9月末に再び大西洋を横断し、7ヶ月間の第6艦隊配備に従事した。1970年2月、ナポリで停泊中にギリシャの貨物船モートリック (SS Mautric) が衝突する。この事故で艦首を破損したが直ちに修理され、月末には任務を再開した。3月半ばにバルセロナに到着、カニンガム (USS Conyngham, DDG-17) と共に帰還する。18日に地中海を出航し、28日にチャールストンに到着した。
1971年のスケジュールは以前と同様であったが、恒例の第6艦隊との巡航は7月16日から10月11日にかけて行われ、オランダ、デンマークを訪問、両国との演習およびNATOとの演習に参加した。12月20日にセムズはサウスカロライナに帰還し、1972年1月にチャールストン海軍造船所で機関を蒸留油システムに変更するための工事が行われた。改修が完了すると春に東海岸およびカリブ海での任務を再開した。9月にはNATO演習「ストロング・エクスプレス」に参加し、再び北極圏に向かう。その後ノルウェーとデンマークを訪問した。10月にチャールストンに帰還、11月にはカリブ海での演習に参加し、12月には地中海でのNATO軍との演習の準備に入った。
チャールストン訓練海域の公試後、セムズは1973年1月4日に出航した。15日にイギリスのポーツマスに到着、NATO艦隊と合流する。続く7ヶ月間、セムズは大西洋を巡航し、港湾訪問と演習を行った。1月から2月にかけてNATOの演習「サニー・シーズ」、4月から5月にはカナダの演習「MARCOT 2/73」に参加、6月にはノルウェーとの演習「ミッドナイト・サン」に参加した。7月1日にセムズは再び第2艦隊所属となり、9日後にチャールストンに帰還した。
配備後7月10日から8月10日まで1ヶ月に及ぶ整調を行い、セムズは東海岸およびカリブ海での任務を再開した。11月と12月には演習「ファン・イン・ザ・サン」および「LANTREADEX 2-74」に参加する。12月19日にチャールストンに帰還、オーバーホールの準備に入る。
セムズは1991年4月14日に退役、同日除籍され、9月13日にギリシャに売却、キモン (Kimon) と改名された。キモンは2004年6月17日に退役し、2005年にはクレタ島のソウダ湾で予備役となった。

## 参照
- この記事はアメリカ合衆国政府の著作物であるDictionary of American Naval Fighting Shipsに由来する文章を含んでいます。
- この記事はアメリカ合衆国政府の著作物でありパブリックドメインであるNaval Vessel Registerに由来する文章を含んでいます。